# Coupe du monde B de combiné nordique 1994
Navigation
1992 — 1993 1994 — 1995
| \| Lillehammer Kuopio Vuokatti Klingenthal Szczyrk Štrbské Pleso Hinterzarten \| Les sites des compétitions |
| Lillehammer Kuopio Vuokatti Klingenthal Szczyrk Štrbské Pleso Hinterzarten                                  |

La coupe du monde B de combiné nordique 1993 — 1994 fut la quatrième édition de la coupe du monde B de combiné nordique, compétition de combiné nordique organisée annuellement de 1991 à 2008 et devenue depuis la coupe continentale.
Elle s'est déroulée du 5 décembre 1993 au 6 mars 1994, en 7 épreuves.
Lors de cette édition, des épreuves de coupe du monde B furent organisées pour la première fois en Scandinavie : cette coupe du monde B a débuté en Norvège, dans la station de Lillehammer et a fait étape au cours de la saison
en Finlande, à Kuopio et Vuokatti.
Des épreuves eurent ensuite lieu en Allemagne (Klingenthal),
en Pologne, (Szczyrk),
en Slovaquie, pour la première fois (Štrbské Pleso),
pour s'achever en Allemagne, à Hinterzarten.
Les cinq premières épreuves de cette quatrième Coupe du monde B furent le lieu de cinq premières dans l'histoire de cette compétition :
- la première victoire américaine : celle de Todd Lodwick lors de l'épreuve de Lillehammer, le 5 décembre 1993,
- la première victoire japonaise : celle de Tsugiharu Ogiwara lors de l'épreuve de Kuopio, le 12 décembre 1993,
- la première victoire finlandaise : celle de Hannu Manninen lors de l'épreuve de Vuokatti, le 19 décembre 1993,
- la première victoire norvégienne : celle de Glenn Skram, futur vainqueur du classement général, lors de l'épreuve de Klingenthal, le 3 février 1994,
- la première victoire autrichienne : celle de Günther Csar lors de l'épreuve de Szczyrk, le 17 février 1994.

Le classement général fut remporté par le norvégien Glenn Skram.

## Classement général
| Rang | Nom                     |
| ---- | ----------------------- |
| 1    | Glenn Skram             |
| 2    | Tsugiharu Ogiwara       |
| 3    | Günther Csar Falk Weber |
| 5    | Halldor Skard           |
| 6    | Radomír Skopek          |
| 7    | Christian Dold          |
| 8    | Marco Zarucchi          |
| 9    | Satoshi Mori            |
| 10   | Einar Brendryen         |
| 11   | Hannu Manninen          |
| 12   | Christoph Braun         |

## Calendrier
| Date             | Épreuve     | Vainqueur         | Deuxième            | Troisième         |
| 1. Lillehammer   |             |                   |                     |                   |
| 05/12/1993       | K90 / 15 km | Todd Lodwick      | Hannu Manninen      | Tsugiharu Ogiwara |
| 2. Kuopio        |             |                   |                     |                   |
| 12/12/1993       | K90 / 15 km | Tsugiharu Ogiwara | Glenn Skram         | Sami Kallunki     |
| 3. Vuokatti      |             |                   |                     |                   |
| 19/12/1993       | K90 / 15 km | Hannu Manninen    | Glenn Skram         | Radomír Skopek    |
| 4. Klingenthal   |             |                   |                     |                   |
| 13/02/1994       | K73 / 15 km | Glenn Skram       | Satoshi Mori        | Tsugiharu Ogiwara |
| 5. Szczyrk       |             |                   |                     |                   |
| 17/02/1994       | K90 / 15 km | Günther Csar      | Glenn Skram         | Marco Zarucchi    |
| 6. Štrbské Pleso |             |                   |                     |                   |
| 20/02/1994       | K90 / 15 km | Christoph Braun   | Tsugiharu Ogiwara   | Glenn Skram       |
| 7. Hinterzarten  |             |                   |                     |                   |
| 6/03/1994        | K90 / 15 km | Mario Stecher     | Georg Riedelsperger | Ralf Adloff       |